# Абу аль Мансур Аблай хан
Абу аль Мансу́р Абла́й (1711 — травень 1781) — казахський правитель, хан з 1771 року. Хан з роду Чингізовичів. Ім'я від народження — Абулмансур. Як прізвисько взяв ім'я свого діда Аблая, який уславився своєю жорстокістю. Його онук Чингіз Валієв або Чингіз Валіханов — відомий в Російській імперії мандрівник і письменник казахського походження [джерело?].

## Походження, юність
Його родовід веде до молодшого з синів Джучі, Тука-Тимура. Цей молодший брат Батия, учасник Західного походу моголів очолював один з 14-ти улусів, названий його ім’ям. Династія Тукатимуридів вела боротьбу за верховенство в Золотій Орді у XIV-му сторіччі. Належність до чингізидів — необхідна умова для досягнення ханського статусу.
Абу аль Мансур — нащадок у п’ятому поколінні Єсім-хана, одного з основоположників централізованого казахського ханства. Його пращури Жангір-хан та Аблай зажили слави завдяки боротьбі з джунгарами. Власне, ім’я Абилай і визнання казахів Абулмансур отримав, коли переміг у двобої джунгарського батира, вигукуючи ім’я діда як бойовий клич. Тоді 20-річний юнак, сирота, який іще недавно доглядав верблюдів, був обраний представниками трьох жузів Великим ханом казахів.